# Польська бібліотека в Парижі
48°51′05″ пн. ш. 2°21′21″ сх. д. / 48.8513° пн. ш. 2.3557° сх. д.
Польська бібліотека в Парижі (пол. Biblioteka Polska w Paryżu) — найстаріша польська книгозбірня за межами Польщі. Заснована польською еміграцією у 1838 році, з 1853 року розміщується в будівлі за адресою 6 quai d'Orléans, у самому центрі Парижа, на  острові Сен-Луї, неподалік  Собору Паризької Богоматері.
Польська бібліотека в Парижі містить друковані видання, періодику, брошури, листівки, рукописи, колекції картографії, графіки, живопису, скульптури, фотографії тощо, які передавалися впродовж агатьох поколінь польської еміграції. Серед зібраного — стародруки XVI–XVII століть, архіви польських національних повстань і Великої еміграції, а також спадщина діячів еміграційного руху.
Фонд бібліотеки містить найповніші зібрання творів, документів та пам’яток, пов’язаних з Адамом Міцкевичем, Фридеріком Шопеном, а також з іншими митцями (зокрема, Ольгою Бознанською та Болеславом Бєгасом), включаючи автографи та художні твори їх авторства. Це — цінне джерело для дослідників історії ХІХ століття, а також істориків літератури, культури та мистецтва ХІХ–ХХ століть.

## Створення та становлення Польської бібліотеки в Парижі
Від заснування Польської бібліотеки — установи, яка залишила помітний слід не лише в польській історії, але й у культурному ландшафті Парижа — минуло вже понад 100 років.
Початок польської еміграції після поразки Листопадового повстання датується кінцем 1831 року і весною наступного. Емігранти прибували до Франції індивідуально або організованими групами. За французькими списками у 1831–1837 роках прибуло 5784 польських військових емігрантів, однак до цієї кількості слід додати і цивільних осіб, які не підлягали офіційному обліку. Загальна чисельність цієї першої хвилі становила приблизно 6000–6500 осіб. Це переважно були молоді чоловіки 16–25 років, здебільшого шляхетського походження, військові — близько 63% усіх прибулих.
Більшість із них не мала завершеної освіти чи професії. Вибір еміграції означав відмову просити помилування в російського царя Миколи I, а також втрату маєтків, кар’єрних перспектив і всього нажитого. Усе своє майно емігранти несли в дорожніх сумках. Інколи родини, що залишилися в Польщі, змогли врятувати хоча б частину майна й передати його емігрантам. Але далеко не всім це вдавалося.
Вже з перших днів еміграції поляки намагалися рятувати себе через самодопомогу, шукали підтримки серед успішніших співвітчизників або осіб, що мали моральне зобов’язання допомагати. Головними проблемами були брак коштів, політичні суперечності, відчуття чужості у французькому середовищі, туга за батьківщиною і близькими.
Ці вигнанці переживали емоційні потрясіння: відчуття втрати ідентичності, страхи перед невідомим, меланхолію, депресії. Поступова стабілізація життя поза межами Польщі дещо заспокоїла емігрантські настрої. Більшість знала французьку мову ще з дому. Молоді люди почали пристосовуватись, Франція ставала другою батьківщиною.
Вони потребували місць для навчання, читання рідною мовою, місць, де могли б говорити польською. Такі простори мали допомагати вигнанцям отримувати інформацію про залишену батьківщину, шукати відповіді на питання, якою була Польща, якою є і якою має стати.
Ці місця — емігрантські бібліотеки — часто виникали з приватних книжкових зібрань. Ідея їх створення спиралася на польські традиції, зокрема на Бібліотеку Залуських чи бібліотеку Чарторийських у Пулавах.
У жовтні 1836 року Кароль Сєнькевич закликав у «Хроніці польської еміграції» до об’єднання книжкових фондів. Улітку 1838 року Юліан Урсин Немцевич, заохочений Сєнькевичем, розіслав листа до Товариства літературного і його відділів, а також Товариства наукової допомоги з пропозицією створити спільну бібліотеку з усіх наявних фондів.
24 листопада 1838 року, в оселі Людвіка Платера, Товариство літературне, його історичний і статистичний відділи та Товариство наукової допомоги вирішили об’єднати свої фонди й розмістити їх в одному приміщенні в Парижі. Бібліотека мала стати національною власністю і після відновлення незалежності Польщі увійти до складу майбутньої Національної бібліотеки.
Урочисте відкриття Польської бібліотеки відбулося 24 березня 1839 року= — в річницю присяги  Тадеуша Костюшка на  Краківському ринку. Це стало кульмінацією багаторічних зусиль.

## Розвиток бібліотеки у XIX столітті
1839–1852 роки — період інтенсивного розвитку бібліотеки під керівництвом Кароля Сєнькевича, її фактичного засновника. Згідно з ухвалою 1840 року, в бібліотеці працювали бібліотекар, куратор і сторож. Бібліотекар відповідав за весь фонд, куратор — за облік, каталогізацію і фінанси, сторож — за чистоту. У 1853 році оновили регламент, розширивши повноваження Ради бібліотеки.
Ключову роль у розвитку установи відіграв князь Адам Єжи Чарторийський. У 1845 році він формально став власником бібліотеки, залишаючись водночас головою засновницьких товариств. Цю традицію продовжив його син — князь Владислав Чарторийський.
У 1848 році політична криза і фінансовий крах еміграції вдарили по бібліотеці. Були скорочені видатки, втрачено дотації, зменшено допомогу з боку еміграційних організацій, зірвано зв’язки з Польщею. У 1849 році було вирішено створити «залізний фонд» — фінансовий резерв, що мав захистити бібліотеку від занепаду.
Незважаючи на труднощі, бібліотека вистояла і стала культурним осередком не тільки для поляків, а й для французів, особливо після того, як Макєй Водзінський подарував їй 4000 книг і понад 10 500 гравюр — у тому числі робіт Дюрера, Кранаха і Рембрандта. Надію на поліпшення становища принесла нова будівля на  острові Сен-Луї. Її вдалося придбати завдяки старанням князя Адама Єжи Чарторийського, який власним коштом викупив у 1853 році. Це приміщення згодом стало постійною резиденцією Бібліотеки Польської в Парижі.

## Продовження історії бібліотеки в ХХ столітті
У другій половині ХІХ століття Бібліотека стала важливим культурним осередком польської еміграції. Тут відбувалися лекції, дискусії, зустрічі інтелігенції, митців і громадських діячів. До установи зверталися дослідники з Польщі та інших країн, шукаючи рідкісні джерела, пов’язані з історією Речі Посполитої, польськими повстаннями, діячами Великої еміграції.
Фонди бібліотеки неухильно зростали — завдяки дарункам, заповітам, купівлі цінних колекцій. У її розпорядженні опинилися не тільки архіви визначних політичних і культурних діячів, а й твори образотворчого мистецтва, графіка, скульптури та особисті реліквії, які стали основою майбутніх музеїв при бібліотеці.

## Сучасна діяльність
Нині Польська бібліотека в Парижі є одним з найстаріших і найбільших польських культурних центрів за кордоном, що продовжує виконувати важливу роль у збереженні польської спадщини. Вона залишається місцем, де польські емігранти, дослідники та культурні діячі можуть знайти цінні документи і матеріали, що висвітлюють різні аспекти польської історії, культури та науки.
Сучасна діяльність бібліотеки також включає різноманітні культурні та наукові заходи, спрямовані на популяризацію польської культури серед міжнародної аудиторії, а також на розвиток співпраці з іншими науковими установами по всьому світу.
Польська бібліотека в Парижі залишається живим свідком польської еміграції та важливою складовою частиною польської культурної спадщини за кордоном  .